# Ağın (district)
Ağın is een Turks district in de provincie Elazığ en telt 2.781 inwoners (2007). Het district heeft een oppervlakte van 215,5 km². Hoofdplaats is Ağın.
De bevolkingsontwikkeling van het district is weergegeven in onderstaande tabel.
| 1997  | 2000  | 2007  |
| ----- | ----- | ----- |
| 3.493 | 5.246 | 2.781 |